# نسق
نسق سهم صوری یا به اصطلاح سهم هوایی زارع بود از زمین‌های زراعتی ده (مشاع) یا در بعضی نقاط سهم زمینی حقیقی زارع بود از زمین‌های زراعتی ده (مفروز). نسق از نظر اصطلاحی عبارت است از حق کشاورزی برای کشت روی زمینی که مالک آن دیگری است.

## نسق در اصلاحات ارضی
در زمان اجرای قانون اصلاحات ارضی ایران، کسانی که مالکیت زمین‌های کشاورزی را به گونه ثبتی در دست داشتند مالک خوانده می‌شدند. کسانی که به گونه مشروط روی زمین‌های مالکان کار می‌کردند و بخشی از فراورده یا درآمد برآمده از فروش فراورده را در دست مالک قرار می‌دادند کشاورز خوانده می‌شدند. مساحت زمین‌های تحت تصرف و کشت کشاورزان متفاوت بود. از این روی در زمان اجرای قانون اصلاحات ارضی، مقدار دقیق زمین‌های کشاورزان آماربرداری شد. مساحت سندهای صادر شده برای کشاورزان بر پایه نسق آنان در فرم‌های آماری تعیین می‌شد.
در مورد نسق زراعتی و حقوق مکتسبه از آن توسط زارع در ماده اول قانون اصلاحات ارضی چنین گفته شده بود:
زارع کسی است که مالک زمین نیست یا دارا بودن یک یا چند عامل زراعتی شخصاً یا به کمک افراد خانواده خود در زمین متعلق به مالک مستقلاً زراعت می‌کند و مقداری از محصول را به صورت نقدی یا جنسی به مالک می‌دهد.
نسق زراعی یک کشاورز عبارت است از مقدار زمین‌های تحت تصرف و کشت وی در زمان اجرای قانون اصلاحات ارضی در ایران، که برای کشت و آبادانی آن اقدام نموده باشد.

## نسق‌داری
نسق‌داری یا حق داشتن نسق قابل انتقال و موروثی بوده‌است. دهقان حقی دائمی نسبت به قطعه زمین داشت. دهقانان حق فروش زمین را بنا به شرایط قرارداد مابین خود دارا بودند. سرنسقی عبارت بود از بهایی که دهقان بابت حق کشت زمین به کدخدا می‌داد.
ارباب می‌بایست به حق دهقان برای زراعت، احترام می‌گذاشت و لمبتون ترجیح می‌داد این حق را حق تصرف بنامد. اگر ارباب دهقانی را اخراج می‌کرد، باید هزینه خسارت را پرداخت می‌کرد. از این روی این حق، می‌توانست دائمی به معنای واقعی آن نباشد. اما این حق نسق بود که دهقان را نسبت به خوش نشین، برتری می‌داد. تنها رعیت‌ها حق نسق داشتند.

## نسق‌داری ضامن حق دهقان
جیمز بیلی فریزر که در سال‌های ۱۸۲۱ تا ۱۸۲۴ در ایران می‌زیست، در سفرنامه خود نوشته است که عرف و عادت معمول به نحوی بارزی حقوق رعیت را تا حدود بسیاری تأمین کرده و دست کم به قدر حق ارباب حفظ شده‌است. اشاره او به حق‌ریشه یا نسق زراعی بوده‌است.

## نسق در بعد از انقلاب
نسق بر پایه لایحه قانون واگذاری و احیا زمین‌ها، مصوب ۲۶ فروردین ۱۳۵۹، عبارت است از عملکرد آبادانی کسی که به‌آبادی زمین اقدام کرده‌است.